# Dilomilis
Dilomilis là một chi lan trong tông Epidendreae gồm 5 loài phân bố ở Đại Antilles.

## Danh sách các loài
- Dilomilis bissei
- Dilomilis elata
- Dilomilis montana
- Dilomilis oligophylla
- Dilomilis scirpoidea